# Zabalza
Pour les articles homonymes, voir Zabalza (homonymie).
Zabalza en espagnol ou Zabaltza en basque est une municipalité de la communauté forale de Navarre, dans le Nord de l'Espagne.
Elle est située dans la zone linguistique mixte de la province.

## Administration
Le secrétaire de mairie est aussi celui de Belascoáin.

## Démographie
| Évolution démographique                                 | Évolution démographique | Évolution démographique | Évolution démographique | Évolution démographique | Évolution démographique | Évolution démographique | Évolution démographique | Évolution démographique | Évolution démographique | Évolution démographique |
| 1996                                                    | 1998                    | 1999                    | 2000                    | 2001                    | 2002                    | 2003                    | 2004                    | 2005                    | 2006                    | 2007                    |
| ------------------------------------------------------- | ----------------------- | ----------------------- | ----------------------- | ----------------------- | ----------------------- | ----------------------- | ----------------------- | ----------------------- | ----------------------- | ----------------------- |
| 141                                                     | 150                     | 155                     | 156                     | 164                     | 162                     | 169                     | 171                     | 186                     | 188                     | 202                     |
| Sources: Zabalza et instituto de estadística de navarra |                         |                         |                         |                         |                         |                         |                         |                         |                         |                         |

## Patrimoine

### Patrimoine religieux
- Église San Pedro Apóstol (Saint Pierre l'Apôtre).
- Ermitage de San Miguel.